# Proborhyaena
Proborhyaena es un género extinto de mamífero esparasodonto proborhiénido que vivió durante la época del Oligoceno en América del Sur. Se le considera como el mayor de los esparasodontos.

## Descripción
Este animal era de gran tamaño, las dimensiones de los restos hallados sugieren que su cráneo alcanzaría más de 40 centímetros de largo, y se ha sugerido que el tamaño corporal total se habría aproximado al de los osos pardos. Un cálculo sugirió queProborhyaena puede haber pesado más de 600 kilogramos, con un cuerpo robusto y fuerte. El cráneo estaba equipado con un hocico corto y alto, y sus dientes caniniformes superficialmente se parecían a sables, aunque no estaban tan desarrollados como los del posterior Thylacosmilus. A diferencia de este último, cuyos caninos tenían un borde afilado y su sección transversal era en forma "almendrada", los de Proborhyaena eran de forma ovoide en sección transversal y por tanto debieron ser mucho más robustos. Al igual que los tilacosmílidos, Proborhyaena solo poseía un par de incisivos inferiores.

## Clasificación
Proborhyaena fue descrito originalmente por Florentino Ameghino en 1897, con base en fósiles hallados en la Patagonia en depósitos que datan de finales del Oligoceno (Deseadense). Posteriormente se identificaron más fósiles referidos a este género en la Formación Salla de Bolivia y Uruguay, lo cual sugiere una amplia distribución y éxito de este esparasodonto. Adicionalmente, restos fósiles asignados a Proborhyaena se han encontrado en la Formación Agua de la Piedra en la provincia de Mendoza, Argentina.
Proborhyaena es además el género epónimo de la familia Proborhyaenidae, la cual incluye a animales menores tales como Callistoe y Arminiheringia, los cuales a su vez son esparasodontos, un grupo de metaterio muy cercano a los actuales marsupiales que ocuparon en América del Sur los nichos ecológicos típicos de otros grupos de mamíferos carnívoros de otros continentes. Proborhyaena puede haber sido también el mayor de los metaterios carnívoros que haya vivido.

## Paleobiología
Este animal debe haber sido un depredador de emboscada que posiblemente no perseguía a sus presas por largas distancias; es probable que se alimentara de presas grandes y lentas tales como Pyrotherium. Tanto Proborhyaena como numerosos ungulados grandes se extinguieron al final del Oligoceno, y es posible que esta desaparición conjuta de depredador y presas fuera influenciada por los cambios climáticos de entonces.